# Fribordsdæk
 For alternative betydninger, se Fribord. (Se også artikler, som begynder med Fribord)
Fribordsdæk, er det øverste gennemgående dæk på et skib, med faste lukkemidler.
| Vandsport/vandtransport | Spire Denne vandsports- eller vandtransportsartikel er en spire som bør udbygges. Du er velkommen til at hjælpe Wikipedia ved at udvide den. |